# برنهارد هایدن
برنهارد هایدن (انگلیسی: Bernhard Heiden; ۲۴ اوت ۱۹۱۰ – ۳۰ آوریل ۲۰۰۰) آهنگساز آمریکایی - آلمانی ایالات متحده آمریکا بود. او هنرجوی پل هیندمیت بود.
وی همچنین برندهٔ جوایزی همچون کمک‌هزینه گوگنهایم شده‌است.

## زندگی‌نامه
برنهارد هایدن در فرانکفورت- ماین به دنیا آمد و به سرعت به موسیقی علاقه‌مند شد. او اولین قطعه موسیقی خود را در سن ۶ سالگی ساخت و همزمان سه ساز شامل پیانو، کلارینت و ویلون را آموزش می‌گرفت. او در سال ۱۹۲۹ به مدرسه موسیقی در برلین رفت و در سن ۱۹ سالگی زیر نظر پل هیندمیت که در آن دوره در آلمان سرشناس‌ترین موسیقیدان بود، شروع به آموزش موسیقی کرد.
در سال ۱۹۳۴ ازدواج کرد و در سال ۱۹۳۵ آلمان نازی را به مقصد دیترویت آمریکا ترک کرد. به مدت ۸ سال در مرکز هنر شروع به تدریس کرد و در این دوره رهبری ارکستر دیترویت را بدست گرفت. بعد از اینکه در سال ۱۹۴۱ شهروند آمریکا شد در سال ۱۹۴۳ وارد ارتش شد. بعد از جنگ جهانی دوم برنهارد به دانشگاه کرنل رفت و بعد از دو سال مدرک فوق لیسانس خود را گرفت.
دو سال بعد به دانشگاه موسیقی ایندیانا رفت و در آنجا تا سال ۱۹۷۴ به عنوان مدیر بخش موسیقی خدمت کرد.
وی در سال ۲۰۰۰ در سن ۸۹ سالگی درگذشت.

## آثار
آثار برنهارد هایدن اغلب برای سازهای زهی، بادی یا تکنوازی پیانو تنظیم شده‌است. همچنین دو سمفونی توسط برنهارد ساخته شد که شامل یک اپرا و بالت می‌باشد. وی تعدادی از نمایشنامه‌های شکسپیر را نیز موزیکال کرده‌است.